# (467282) 2016 EG193
(467282) 2016 EG193 es un asteroide perteneciente al cinturón de asteroides, descubierto el 15 de marzo de 2010 por el equipo Spacewatch desde el Observatorio Nacional de Kitt Peak (Arizona, Estados Unidos).